# Перманганат аммония
Перманганат аммония — неорганическое соединение, 
соль аммония и марганцовой кислоты с формулой NH4MnO4,
чёрные кристаллы,
растворяется в воде,
медленно разлагается при хранении.

## Получение
- Обменными реакциями:

{\displaystyle {\mathsf {NH_{4}Cl+AgMnO_{4}\ {\xrightarrow {}}\ NH_{4}MnO_{4}+AgCl\downarrow }}}
{\displaystyle {\mathsf {(NH_{4})_{2}SO_{4}+Ba(MnO_{4})_{2}\ {\xrightarrow {}}\ 2NH_{4}MnO_{4}+BaSO_{4}\downarrow }}}

## Физические свойства
Перманганат аммония образует чёрные кристаллы,
растворяется в воде.
Медленно разлагается при хранении даже при комнатной температуре.

## Химические свойства
- Разлагается при хранении или нагревании (со взрывом):

{\displaystyle {\mathsf {2NH_{4}MnO_{4}\ {\xrightarrow {60-70^{o}C}}\ 2MnO_{2}+N_{2}\uparrow +4H_{2}O}}}